# 진광화
진광화(陳光華, 1911년 ~ 1942년)는 한국의 독립운동가이다. 본명은 김창화(金昌華). 평안남도 평양 출신이다.
조선의용대 화북지대(華北支隊)에서 활약했다.
1993년 건국훈장 애국장이 추서되었다.